# Queratosis
Se conoce como queratosis a cualquier enfermedad de la piel caracterizada por la hiperplasia y el engrosamiento del epitelio cornificado. 

## Clasificación
Algunos tipos de queratosis son: 
- Queratosis actínica o senil.
- Queratosis pilaris
- Queratosis seborreica